# Solidificazione del suolo
La solidificazione del suolo, detta anche stabilizzazione del suolo è un processo di bonifica (in realtà una pseudobonifica, v. paragrafo seguente) dei suoli inquinati che prevede l'inertizzazione del terreno contaminato.
Il trattamento consiste nel rendere inerti i composti inquinanti intrappolandoli fisicamente all'interno di una matrice solida e/o generando delle reazioni chimiche che riducono la tendenza dei contaminati, presenti nel composto da bonificare, a separarsi, diminuendone quindi la solubilità, la mobilità e la tossicità.
L'obiettivo dei processi di stabilizzazione/solidificazione è quello di ridurre la mobilità dei contaminanti, prevenendo o limitando al minimo il loro trasferimento nell'ambiente.
La tecnica, che può essere applicata sia in situ che ex situ, prevede la miscelazione del terreno contaminato con additivi sia di natura inorganica che organica.

## Meccanismo
La fase di solidificazione trasforma il rifiuto in un materiale solido ad alta integrità strutturale, riducendo la mobilità degli inquinanti e quindi la loro possibile dispersione nell'ambiente. La destinazione del materiale risultato dal processo di solidificazione può essere la discarica o il riutilizzo come riempimento per pavimentazioni stradali o per l'edilizia. La stabilizzazione invece permette di rendere meno mobile l'inquinante.
La tecnica di solidificazione/stabilizzazione non è quindi una vera e propria bonifica perché ci si limita a fissare gli inquinanti e non a rimuoverli.
La tipologia dei reagenti utilizzati caratterizza i processi di solidificazione/stabilizzazione e determina le proprietà dei composti risultanti dal processo di bonifica.
Come reagenti possono essere utilizzati:
- Reagenti inorganici, come cemento/silicati (su base neutra o acida), calce e argilla. Questa è l'applicazione più diffusa su scala industriale, grazie al basso costo dei reagenti impiegati, al facile accesso alla tecnologia, ai bassi costi di investimento e al basso know-how necessario per la realizzazione e gestione degli impianti. Gli svantaggi di questa tipologia di trattamento sono dati dal possibile attacco acido del composto inertizzato che comporta il rilascio di inquinanti e dalla necessità di impiegare cementi speciali o additivi costosi  in presenza di inquinanti che interferiscono con la presa e la resistenza del cemento.

- Reagenti organici (a base di sostanze termoplastiche o polimeri). I vantaggi di questa applicazione sono dati da un elevato rendimento di fissazione, dalla ridotta necessità di reagenti e dall'elevata densità del prodotto ottenuto. Gli svantaggi sono dovuto alla complessità degli impianti, alla elevata richiesta energetica per il funzionamento delle attrezzatura e per finire a costi elevati sia per la strumentazione che per la necessità di manodopera specializzata.

La solidificazione/stabilizzazione con cemento/silicati si basa sul processo di idratazione del cemento. Quando l'idratazione del cemento avviene in miscela con il rifiuto, il composto inquinante viene inglobato nella matrice cementizia.
Si ottiene così un prodotto monolitico, caratterizzato da un basso rapporto superficie/volume e da bassa permeabilità.
Nei processi con calce il rifiuto è integrato in una matrice cementizia costituita da calce e materiali pozzolanici naturali quali tufi vulcanici o artificiali come argille cotte, scorie metallurgiche, ceneri volanti da combustibili vari.
Il processo con argilla basa il suo funzionamento su alcune caratteristiche fisiche dei minerali argillosi come l'attitudine allo scambio di cationi e l'elevata superficie specifica. L'aggiunta di un legante idraulico alla massa gelatinosa che si forma durante il processo di solidificazione migliora la capacità di fissare gli ioni inquinanti del rifiuto.
Il materiale inertizzato, risultato del processo, è allo stato solido, chimicamente e fisicamente stabile e in grado di riassorbire acqua senza apprezzabile rilascio
Il processo di solidificazione/stabilizzazione è caratterizzato da  tempi di miscelazione di alcuni minuti e  tempi di indurimento da istantaneo (nel caso di  metalli pesanti) ad alcuni giorni.
Le tecniche di solidificazione/stabilizzazione sono adatte per inquinanti inorganici e sono processi di bonifica adottati anche a conclusione di altre tipologie di trattamento come il Soil Washing o la Bioremediation.

## Applicazioni
Per rifiuti a pH neutro/basico si utilizza la solidificazione/stabilizzazione con cemento/silicati a base neutra; il trattamento avviene secondo processi chimico–fisici di precipitazione, di complessazione, di adsorbimento e di fissazione fisica.
Quando i rifiuti sono caratterizzati da pH fortemente acido è utilizzata la  Solidificazione/Stabilizzazione con cemento/silicati a base acida; il trattamento del composto inquinante avviene secondo processi chimico–fisici di acidificazione, formazione dell'acido silicico monomero, polimerizzazione dell'acido silicico, cementazione.
Per il trattamento di rifiuti contenenti amianto l'impiego della Solidificazione/Stabilizzazione permette di ridurre l'impatto ambientale del rifiuto rendendolo meno pericoloso e facilmente smaltibile in discariche adatte.
Il processo consiste nel miscelare i rifiuti contenenti amianto con malta cementizia, contenente generalmente uno o più additivi, e acqua in modo da ottenere un prodotto compatto e omogeneo che verrà successivamente stoccato in appositi contenitori di metallo. Questa tecnica, di facile implementazione e dai costi contenuti comporta però un aumento non trascurabile delle peso del materiale ottenuto rispetto al rifiuto iniziale.
L'applicazione dei processi di solidificazione/stabilizzazione, pur essendo piuttosto diffusa, risulta limitata dall'incertezza sull'efficacia, soprattutto a lungo termine, del trattamento applicato all'inquinante. Attualmente, esistono ancora notevoli incertezze circa i meccanismi di fissazione dei contaminanti all'interno della matrice solidificata. Questo comporta la necessità di mantenere il rapporto rifiuto/cemento a valori largamente cautelativi per evitare una possibile perdita dell'integrità fisica o di possibili riduzioni della capacità di immobilizzazione dei contaminanti da parte dei prodotti solidificati.
Nei processi di solidificazione/stabilizzazione le caratteristiche del prodotto finale (compattezza, resistenza meccanica, permeabilità etc.) possono essere alterate a causa di particolari inquinanti presenti nel rifiuto. Occorre quindi effettuare delle prove preliminari di laboratorio per individuare gli elementi o le sostanze che possono interferire sulla corretta esecuzione del processo di bonifica. La riduzione degli effetti negativi degli inquinanti nei processi di Solidificazione/Stabilizzazione deve essere ottenuta con l'inserimento nell'impasto di opportuni additivi, che in genere contribuiscono a loro volta al processo di immobilizzazione.